# Atando cabos (película de 2022)
Atando cabos es una película dramática argentina de 2022 dirigida por Walter Tejblum. Narra la historia de una joven que sufre varias consecuencias a partir de la publicación de un video relatando algunos hechos trágicos de su vida. Está protagonizada por Malena Sánchez, Ezequiel Tronconi y Ezequiel Díaz. La película se estrenó el 13 de octubre de 2022 en las salas de cines de Argentina.

## Sinopsis
Cuenta la historia de Patricia, una maestra jardinera que atraviesa una crisis en su vida cuando es despedida de su trabajo, se ve presionada por su hermano para vender la casa familiar, recibe acoso telefónico y es víctima de un accidente que la deja en silla de ruedas. En relación con esto, el kinesiólogo de Patricia le sugiere que publique un video contando su experiencia, sin embargo, esta exposición desembocará graves consecuencias para ella.

## Reparto
- Malena Sánchez como Patricia Martínez
- Ezequiel Tronconi como Felipe Martínez
- Ezequiel Díaz como Leandro
- José Luis Arias como Raúl
- Sofía González como Sofía
- Federico Nanyo como Abogado municipal

## Recepción

### Comentarios de la crítica
La película recibió críticas positivas a mixtas por parte de la prensa especializada. Marcelo Cafferata de Lúdico News destacó que «Tejblum conduce la historia dentro de pequeños detalles y sin grandilocuencias, porque sabe que su relato gana en esa mirada simple y despojada», sin embargo, mencionó que el guion presenta algunos problemas que van desde «plantear una serie de situaciones que terminan debilitándose por efecto de la acumulación» hasta la resolución positivas de algunas historias, pero «otras quedan apenas mencionadas o cierran de una forma algo precipitada».
Por su parte, Catalina Dlugi de El portal de Catalina señaló que la cinta está representada «con justeza y pequeños grandes detalles propiciados por la talentosa Malena Sánchez», mientras que «alter Tejblum, con el guión de Javier Martínez Foffani maneja [...] elementos de suspenso policial y riesgo que redondea un interesante film». En una reseña para Cine argentino hoy, Jules Tosello escribió que «el filme de Walter Tejblum logra ilustrar cómo las injusticias sociales y de género silenciosas y sutiles, muchas veces se hacen invisibles a los ojos de la sociedad».